# Jukka Koskinen
Jukka Koskinen (Lahti, 29 november 1972) is een Fins voormalig profvoetballer, die speelde als verdediger.

## Clubcarrière
Koskinen won in 1995 met MyPa-47 de Suomen Cup, de Finse beker. In 2002 lukte hem dit nogmaals in dienst van FC Haka. Tussen de cupwinsten in eigen land door, had Koskinen buitenlandse avonturen bij Willem II in Nederland en Anyang LG Cheetahs in Zuid-Korea. Met de Tilburgse club bereikte hij achtereenvolgens plaatsing voor de UEFA Cup en de UEFA Champions League. Zijn inbreng hierin was met name in 1998/99 beperkt, met vijf optredens waarvan twee invalbeurten.

## Interlandcarrière
Koskinen speelde van 1995 tot en met 1998 zeventien interlands voor het Fins voetbalelftal. Hij maakte hierbij één doelpunt. Hij maakte zijn debuut op 15 november 1995 in de EK-kwalificatiewedstrijd tegen Rusland (3-1) in Moskou. Hij viel in dat duel na 74 minuten in voor Tommi Grönlund.

## Erelijst
MyPa-47
- Suomen Cup

1992, 1995
 FC Haka
- Suomen Cup

2002